# Trass (Gestein)
Trass (alte Schreibung: Traß) ist der Name für ein natürliches Puzzolan, das unter anderem als Zusatzstoff bestimmten Zementen beigemischt wird. Das Material kann nicht petrographisch, sondern lediglich über seine technischen Eigenschaften definiert werden. Auch bei der Erkundung von Lagerstätten muss die technische Eignung des Materials durch entsprechende Versuche abgesichert werden. Es besteht hauptsächlich aus Silicium- und Aluminiumverbindungen und enthält generell zwischen 30 % und 35 % in Salzsäure löslicher Kieselsäure.

## Herkunft

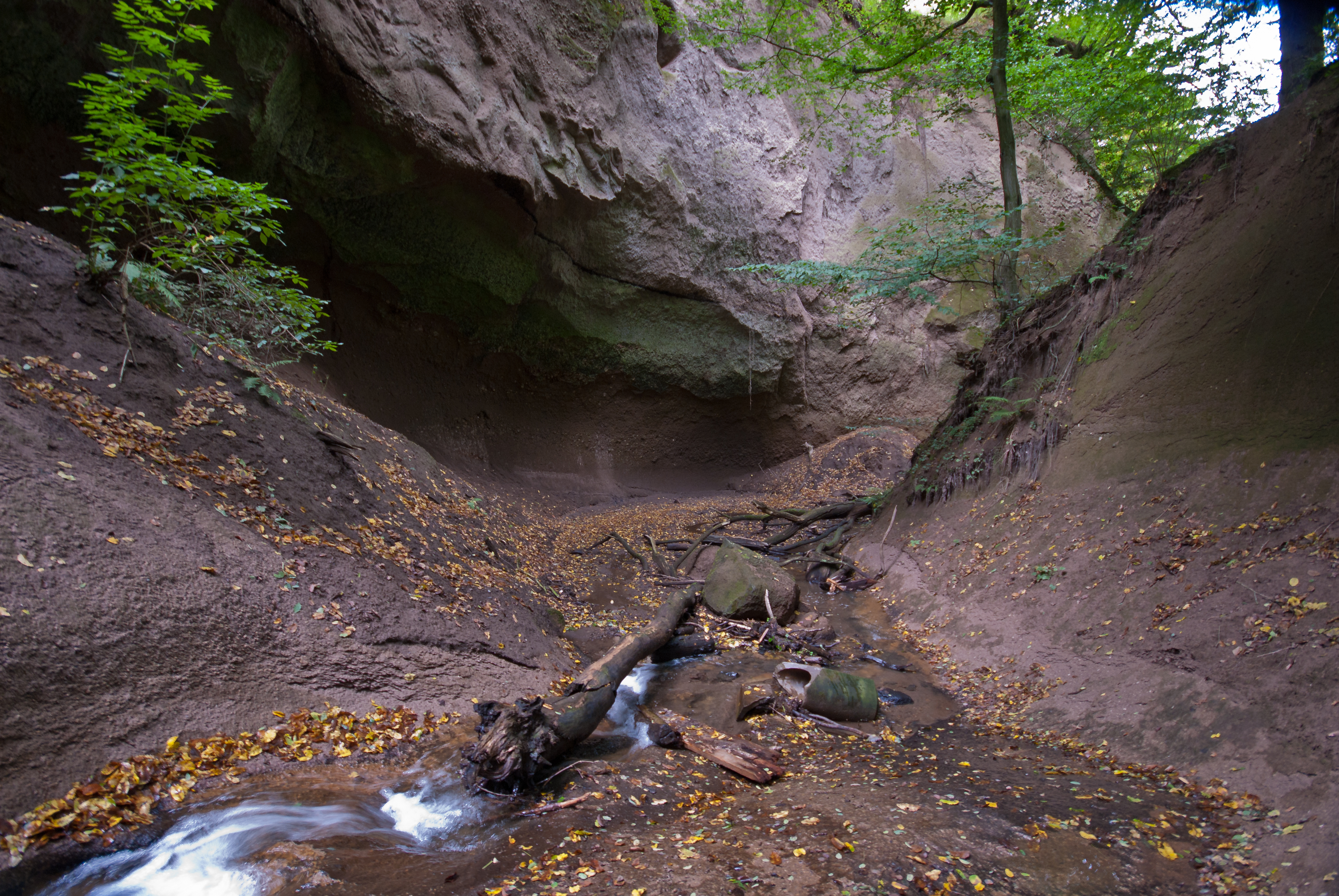
Rheinischer Trass, anstehend in der Wolfsschlucht bei Kell

Bei einem Meteoriteneinschlag im heutigen Nördlinger Ries entstand durch Gesteinsmetamorphose Bayerischer Trass, Ries-Trass oder Suevit.
Rheinischer Trass ist ein vulkanischer Tuff, der beim Ausbruch des Laacher-See-Vulkans in der östlichen Eifel entstand und sich im Brohltal sowie im Nettetal findet.
Als Österreichischer Trass oder Gossendorfit wird ein umgewandelter Vulkanit bezeichnet, der hauptsächlich aus Opal und Alunit besteht. Er wurde im Steinbruch Gossendorf in Gossendorf bei Feldbach gewonnen, der 2008 stillgelegt wurde. Auf Basis dieses Vorkommens wurde von der Steirischen Montanwerke AG (heute w&p/Baumit) der Trassit als Bindemittel entwickelt (ein Trass-Kalk-Fertigputz).

## Verwendung

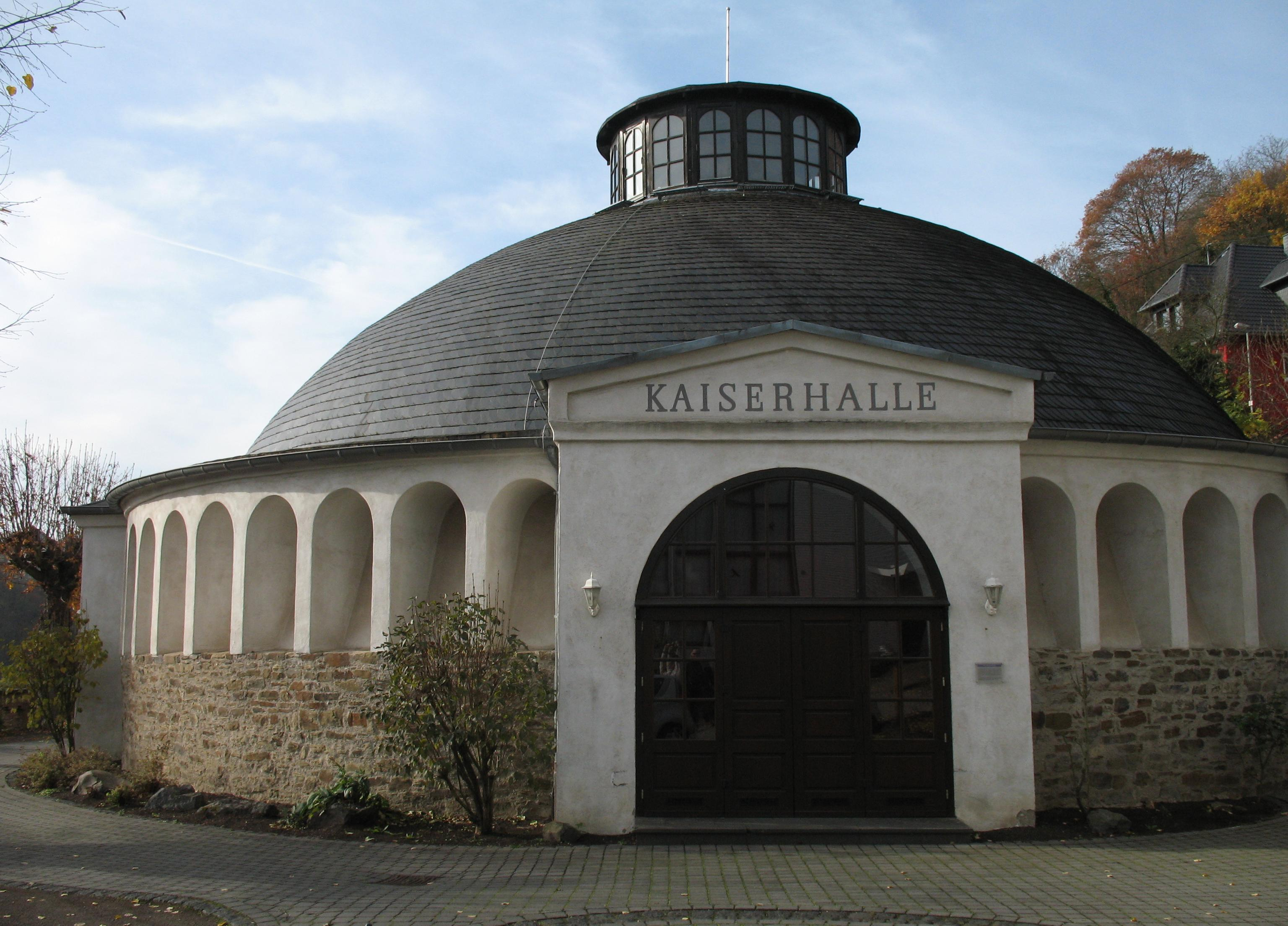
Die Kaiserhalle aus Trassbeton in Burgbrohl

Trass ist latent hydraulisch und wird unter Zugabe von Wasser und Bindemitteln, Zement und/oder Baukalk sowie Zuschlagstoffen als Mörtel verwendet. Trass ohne Zugabe von Bindemitteln erhärtet nicht.
Trasszement ist ein überkommener Begriff, der heute für die neuen europäischen Zementklassen wie Portlandkompositzement, Puzzolanzement und Kompositzement zum Teil noch verwendet wird. Trass als Zuschlagstoff rüstet Mörtel weitestgehend wasserdicht aus. Man verwendet ihn zum Beispiel zur Auskleidung von Wasserbecken, zum Verlegen und zum Vermörteln von Natursteinen und -platten sowie als Mörtel und Fugmörtel bei Stein-Restaurierungsarbeiten. Ein spezieller Trass-Mörtel wird bei der Sanierung von Ettringit-belastetem Mauerwerk verwendet.
Ein weiterer wesentlicher Vorteil der Trassmörtel ist, dass bei ihrer Verwendung wesentlich weniger Ausblühungen an Naturwerksteinen auftreten als bei den für Naturstein ungeeigneten reinen Portlandzementen. Trass verbindet sich weitestgehend mit dem bei der Zementsteinbildung abgespaltenen Kalkhydrat, dem Calciumhydroxid. Kommt Kalkhydrat an die Oberfläche, verbindet es sich mit dem in der Atmosphäre enthaltenen CO2 zu Kalk und zeigt sich in Form von Ausblühungen. Die Entstehung von Ausblühungen durch andere Ursachen wie Salpeter werden durch einen Trasszusatz nicht verhindert. Ferner wird die Alkalität der Mörtel nicht wesentlich herabgesetzt.
In der Abgasreinigung wird Trass aus dem Nördlinger Ries als Zuschlagsstoff für Adsorbenzien zur Entfernung von Schadstoffen wie Dioxinen oder Quecksilber verwendet. Trass hat gegenüber dem puren Adsorbens den Vorteil, dass es nicht brennbar oder explosiv ist. Die Mischung aus Trass und Aktivkohle verhindert die Bildung einer explosionsfähigen Atmosphäre und verbessert die Fließfähigkeit des Adsorbens. Gleichzeitig nimmt aber auch die zu entsorgende Menge an belasteten Filterstäuben zu.

## Normung
Zemente mit Trass sind entsprechend CEM II (Portlandkompositzement), CEM IV (Puzzolanzement), CEM V (Kompositzement) genormt.
Die Eigenschaften für den Einsatz in Zementen waren früher in der DIN 1164, Anforderungen und Prüfungen in der DIN 51043 genormt. Der durch die Norm DIN 51043 erfasste Trass ist ein puzzolanischer Tuffstein. Er besteht überwiegend aus Siliciumdioxid (Kieselsäure) und Aluminiumoxid (Tonerde). Weitere Bestandteile sind Oxide von Alkali- und Erdalkalimetallen.